# Sam Mitchell
Pour les personnes ayant le même patronyme, voir Mitchell.
Samuel E. Mitchell, Jr. (né le 2 septembre 1963 à Columbus, Géorgie) est un ancien joueur professionnel américain de basket-ball et ancien entraîneur des Raptors de Toronto et des Timberwolves de Minnesota en National Basketball Association

## Biographie

### Carrière de joueur
Diplômé du lycée Columbus, cet ailier est drafté à sa sortie de l'université Mercer avec le septième choix du troisième tour (54e au total) par les Rockets de Houston lors de la draft 1985 de la NBA, mais ne joue pas dans la ligue avant 1989 et la franchise nouvellement créée des Timberwolves du Minnesota dans leur saison inaugurale. Avant cette carrière NBA, il passe trois saisons en  Continental Basketball Association et dans la Ligue nationale de Basket avec le Montpellier Paillade Basket (entraînée par Pierre Galle) lors de deux saisons.
Après cela, il passe trois saisons avec les Wolves jusqu'au 8 septembre 1992 quand il est transféré avec le meneur de jeu Pooh Richardson aux Indiana Pacers en échange de l'ailier Chuck Person et du meneur Micheal Williams. Son record de points en carrière est de 37 points contre les 76ers de Philadelphie le 3 février 1991. Il joue alors trois saisons avant de revenir à Minnesota pour le reste de sa carrière puis de prendre sa retraite de joueur en 2002.

### Carrière d'entraineur
Il revient en NBA plus tard lors de cette saison en tant qu'entraîneur-adjoint des Bucks de Milwaukee pour deux saisons jusqu'en 2004, quand il prend part brièvement à la nouvelle expansion de la NBA avec la nouvelle équipe des Bobcats de Charlotte en tant qu'entraîneur-adjoint, jusqu'à son départ pour les Raptors de Toronto où il devient le sixième entraineur de l'histoire des Raptors après que Kevin O'Neill est limogé.

Il est nommé entraineur du mois en janvier 2007 pour sa contribution au retour des Raptors de Toronto à 50 % de victoires et avoir pris la tête de la Division Atlantic. Le 30 mars 2007, Mitchell a obtenu sa centième victoires en NBA comme entraîneur lors de la victoire des Raptors face aux Wizards de Washington au Verizon Center.
Avec Mitchell, les Raptors remportent leur premier titre de division lors de la saison 2006-2007. Le 24 avril 2007, il remporte le trophée de NBA Coach of the Year 2007. Le 22 mai 2007 après beaucoup de tergiversations, Mitchell signe un contrat de quatre ans avec les Raptors. Le 27 mai 2010, il devient entraîneur assistant des Nets du New Jersey pour seconder le nouvel entraineur de l'équipe, Avery Johnson.

### Vie privée
Il est marié et a quatre enfants.

## Carrière de joueur

### Université
- 1981 - 1985 :  University of Mercer (NCAA)

### Clubs
- 1985 - 1986 :  Stars de Tampa Bay (USBL)
- 1986 - 1987 :  A joué en CBA
- 1987 - 1989 :  Montpellier (N 1 A)
- 1989 - 1992 :  Timberwolves du Minnesota (NBA)
- 1992 - 1995 :  Pacers de l'Indiana (NBA)
- 1995 - 2002 :  Timberwolves du Minnesota (NBA)

## Carrière d'entraîneur

### Clubs
- 2002 - 2004 :  Bucks de Milwaukee (NBA) : Entraîneur-adjoint
- 2004 - 2004 :  Bobcats de Charlotte (NBA) : Entraîneur-adjoint
- 2004 - 2008 :  Raptors de Toronto (NBA)
- 2010 - 2011 :  Nets du New Jersey (NBA) : Entraineur-adjoint
- 2014 - 2016 :  Timberwolves du Minnesota (NBA) : Entraineur-adjoint